# Australothelais demarzi
Australothelais demarzi là một loài bọ cánh cứng trong họ Cerambycidae.